# Luc Besson
Pour les articles homonymes, voir Besson.
Luc Besson est un réalisateur, producteur et scénariste français, né le 18 mars 1959 dans le 15e arrondissement de Paris, auteur d'une vingtaine de longs métrages, dont trois figurent au palmarès des 100 plus grands succès de films français dans le monde.
Révélé dès ses premières œuvres, Le Dernier Combat (1983) et Subway (1985), il triomphe au box-office avec Le Grand Bleu (1988) qui réalisera plus de 9 millions d'entrées et lui apporte une ouverture internationale qu'il confirme par le succès de presque tous ses films suivants : Nikita (1990), Léon (1994), Le Cinquième Élément (1997), César du meilleur réalisateur en 1998 et Jeanne d'Arc (1999).
Parmi ses autres grands succès commerciaux, trois séries de films s'exportent bien, Taxi, Taken, et Le Transporteur. En lançant sa société de production EuropaCorp en 2000, il veut rivaliser avec les majors américaines, mais via une écurie de réalisateurs et techniciens français, produisant en France, même si c'est le plus souvent en langue anglaise avec une vedette internationale étrangère en tête d'affiche. Sa société entre en Bourse en 2006, pour financer, avec l'aide de l'État, ses propres studios à la Cité du cinéma.
Après plusieurs échecs, il retrouve le succès international avec Lucy (2014), qui devient le plus gros succès d'un film français dans le monde et l'année suivante la 40e cérémonie des César le récompense d'une exceptionnelle médaille d'or de l'Académie des arts et techniques du cinéma, pour sa « contribution artistique et entrepreneuriale exceptionnelle au cinéma français depuis trois décennies ».
Tournée en 2016, la superproduction de Valérian et la Cité des mille planètes est le plus gros budget de l'histoire du cinéma français devant un autre de ses films, Le Cinquième Élément, mais dès l'été 2017 la critique chinoise le boude et l'investissement apparait impossible à rentabiliser. L'échec se répète au film suivant Anna, plaçant sa société en quasi-faillite et l'obligeant à la céder à un créancier puis fermer l'école de scénariste et réalisateur, gratuite et sans condition de diplôme, qu'il avait fondée en 2012.

## Biographie

### Jeunesse et révélation
Luc Paul Maurice Besson, né dans le 15e arrondissement de Paris, est fils d'instructeurs en plongée sous-marine du Club Méditerranée, en Grèce et en ex-Yougoslavie . Il se destine à devenir delphinologue avant qu'un accident de plongée sous-marine ne l'empêche définitivement de poursuivre cette activité.
Assistant réalisateur, dans le cinéma, en France et aux États-Unis, il met en scène son premier long métrage de science-fiction, coécrit avec Pierre Jolivet décrivant la survie d'êtres humains dans un monde post-apocalyptique. Le Dernier Combat, tourné en CinemaScope et en noir et blanc (inspiré de La Jetée, de Chris Marker, 1962), est distingué au Festival international du film fantastique d'Avoriaz en 1983. La même année, il réalise le clip pull Marine d'Isabelle Adjani.
Il signe un contrat avec Gaumont et réalise, deux ans plus tard, Subway, avec Isabelle Adjani et Christophe Lambert. Récompensé par trois Césars, le film impose un univers proche de la bande dessinée du clip, surnommé cinéma du look.

### Succès cultes (années 1990)

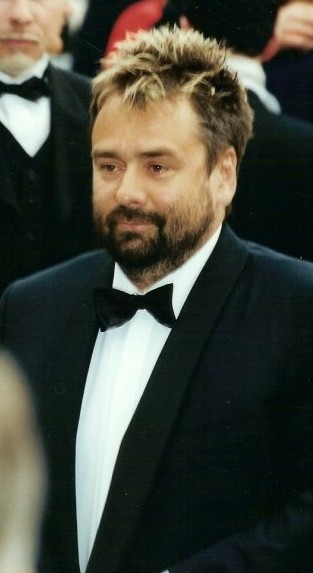
Le cinéaste au Festival de Cannes 2000, où il officie en tant que président du jury.

Le Grand Bleu, son troisième long métrage, est son plus grand succès comme réalisateur, avec au total 9,1 millions de spectateurs en trente ans. Son style proche de l'esthétique publicitaire est cependant sifflé par une partie du public lors de sa présentation au Festival de Cannes 1988, où il est présenté hors-compétition. Le cinéaste répétera ensuite souvent dans la presse avoir beaucoup de mal à lire la critique de ses films, dont une partie, en France comme à l'étranger, n'adhère pas à l'esthétique trop travaillée de ses films, au détriment de l'histoire.
En 1990, il crée sa première maison de production Les Films du dauphin, puis une deuxième le 15 janvier 1992, nommée Leeloo Productions,. Ses films suivants Nikita en 1990 et Léon en 1994, lui apportent une notoriété sur le plan international mais le documentaire Atlantis, en 1991, obtient un succès moindre.
En 1994, lors de la 20e cérémonie des César, il boycotte la cérémonie, à la suite de la remise du César du meilleur film étranger à Quatre Mariages et un enterrement de Mike Newell au détriment de La Liste de Schindler de Steven Spielberg.
En 1997, il s'installe à Los Angeles avec son épouse, la comédienne Maïwenn, et leur fille Shanna, pour le tournage avec Gaumont de ce qui deviendra le plus gros succès commercial d'un film français aux États-Unis, Le Cinquième Élément, surpassé ensuite par Taken de Pierre Morel. Les décors et l'apparence des créatures du film sont dessinés par Mœbius et Jean-Claude Mézières, les costumes, par Jean-Paul Gaultier. Ce film lui vaut le César du meilleur réalisateur en 1998 et l'actrice principale Milla Jovovich devient peu après sa nouvelle épouse.
En 1998, Besson supervise le film comique d'action Taxi réalisé par Gérard Pirès. Première production sans être réalisateur, ce film rencontre le succès et ouvre l'ère EuropaCorp qui dure de 2000 à 2018. Entretemps, en 1999, sa nouvelle réalisation de sa version Jeanne d'Arc, interprétée par Milla Jovovich, dont il divorce l'année de sortie du film, rassemble trois millions de spectateurs en salles. La présidence du jury lui est confiée au Festival de Cannes 2000.

### Adaptations littéraires et production (années 2000)
Dans les années 2000, il délaisse la réalisation et devient producteur à plein temps. Ainsi, il change le nom de sa société Leeloo Productions pour former EuropaCorp avec Pierre-Ange Le Pogam,, dont l'objectif est de développer un nouveau courant du cinéma grand public en s'appuyant sur des films à succès comme la série des quatre Taxi, Yamakasi, la saga Le Transporteur avec Jason Statham, Wasabi ou encore les films d'actions tels que Banlieue 13 et Danny the Dog, dans lesquels il est également scénariste.

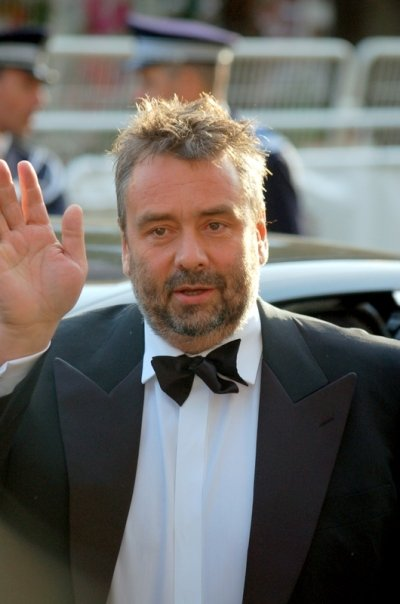
Le réalisateur au festival de Cannes 2007.

En parallèle, il supervise l'adaptation d'une série de romans pour enfants qu'il co-écrit avec Céline Garcia, sous forme d'une trilogie cinématographique. Il préside le jury international du 15e festival international du film de Tokyo en 2002.
Souvent producteur et désormais à la tête d'un studio très rentable, il n'en continue pas moins de tourner ses propres films : Angel-A en 2005, film expérimental en noir et blanc interprété par Jamel Debbouze et Rie Rasmussen dont l'accueil critique est mitigé et qui n'a pas le succès de ses prédécesseurs auprès du public. En 2006, il préside le jury des longs métrages du Festival international du film de Shanghai.
Le 11 septembre 2006, il annonce que Arthur et les Minimoys sera son 10e et dernier film. Le film rassemble six millions de spectateurs français, et s'exporte dans le monde entier. Il décide malgré tout, au vu du succès de ce dernier, de tourner lui-même les deux suites en même temps. Mais Arthur et la Vengeance de Maltazard, sorti à la fin de l'année 2009, puis Arthur 3 : La Guerre des deux mondes, en décembre 2010, n'attirent que la moitié de l'audience du premier. En 2009, il signe dans le journal Le Monde une tribune pour soutenir le projet de la loi création et internet.

### Collaborations hollywoodiennes et nouveaux succès (années 2010)
En avril 2010, Luc Besson dévoile une adaptation de la série de bandes dessinées de Jacques Tardi, Les Aventures extraordinaires d'Adèle Blanc-Sec, avec Louise Bourgoin. La même année, il est président du jury du Festival international du film de Moscou.

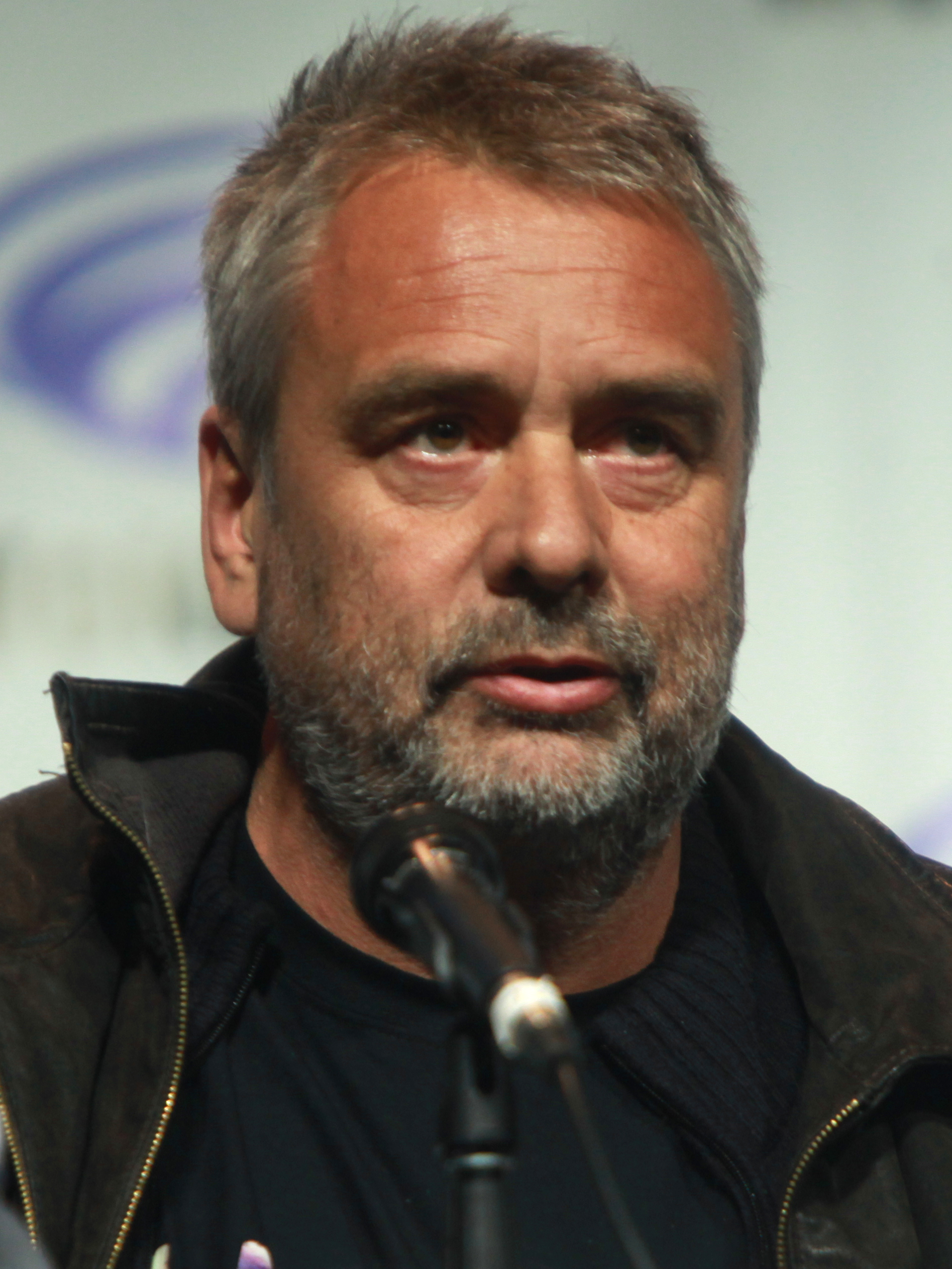
Le réalisateur au WonderCon 2014, pour la promotion de Lucy.

Durant le reste de l'année, il tourne The Lady en Thaïlande, sur la vie de la femme politique birmane Aung San Suu Kyi, à l'époque en résidence surveillée et interprétée par Michelle Yeoh. Le film connait une sortie confidentielle en 2011. Dans le cadre d'un partenariat de co-production passé avec Relativity Media il dirige ensuite Robert De Niro dans une adaptation du roman Malavita de Tonino Benacquista et produit le film 3 Days to Kill avec Kevin Costner respectivement en 2013 et 2014. Ces deux films rencontrent un petit succès commercial.
Lucy, avec Scarlett Johansson, alors qu'Angelina Jolie était évoquée depuis le début est tourné en septembre 2013 à Paris, la Cité du cinéma, Étretat et à Taipei. Le film est le plus grand succès d'un long métrage français, toutes langues de tournage prises en compte, avec 459 millions de dollars, devant le précédent détenteur du record, Intouchables (445 millions de dollars ou 449 millions de dollars corrigé de l'inflation). C'est également le deuxième plus grand succès international (non corrigé de l'inflation) d'un film non américain de toute l'histoire, après l'anglais Skyfall (1 108 millions de dollars) et juste devant Intouchables (445 millions de dollars). En parallèle, Luc connait le succès en produisant la saga Taken entre 2008 et 2015 mettant en vedette Liam Neeson, dont le dernier volet Taken 3 rencontre le second plus gros succès commercial (après Lucy).

### Déclin et échecs (depuis 2017)

#### Pertes causées parValerianetAnna
En mai 2015, il annonce sur Twitter la sortie de Valérian et la Cité des mille planètes, adapté de la série de bandes dessinées Valérian et Laureline de Pierre Christin et Jean-Claude Mézières. Les acteurs principaux sont Dane DeHaan et Cara Delevingne. Le film, tourné en France, sort en juillet 2017. La dette financière nette représentant près de trois fois les fonds propres après une perte nette record de 120 millions d'euros en 2016-2017, Valérian devait refaire une santé financière mais le budget de 190 millions d'euros a été doublé par les dépenses marketing, le magazine américain Variety estimant qu'il fallait au film 400 millions de dollars de recettes pour ne pas perdre d'argent.Mais les critiques chinois sont sévères avec notamment le Beijing Evening News (en) qui dénonce un décor de piètre et de mauvais goût et un cœur d'histoire superficiel et tiré par les cheveux, les recettes se limitant à 51 millions d'euros en Chine après deux semaines sur les écrans.
Six semaines après la sortie, l'action d'EuropaCorp a chuté de plus de 40 %, le film décevant et la valeur totale en Bourse du studio français en Bourse passe sous les 100 millions d'euros rendant difficile l'indispensable recapitalisation, dont les petits actionnaires les grands perdants. Le directeur général adjoint d'EuropaCorp, Édouard de Vésinne, cède alors immédiatement la place à l'Américain Marc Shumger, directeur général, d'un groupe qui a déjà connu une succession de dirigeants avec Olivier Montfort, Jean-Julien Baronnet, Christophe Lambert et Pierre-Ange Le Pogam.
En octobre 2017, Luc Besson annonce le tournage d'Anna, avec la mannequin Sasha Luss, dirigée dans le rôle de la princesse Lihö-Minaa dans Valérian et la Cité des mille planètes, Helen Mirren, Luke Evans et Cillian Murphy qui ne rencontre pas le succès. En parallèle, la dernière production, Taxi 5, reprise par Frank Gastambide, déçoit également. Ces trois échecs provoquent une situation de quasi-faillite d'EuropaCorp.

#### Pertes des actionnaires et créanciers
Les 7 000 actionnaires individuels ont perdu 95% de leur investissement dans l'action EuropaCorp, introduite en Bourse de Paris en juillet 2007 au prix de 15,50 euros, soit une capitalisation boursière de 308 millions d'euro, 37 fois les bénéfices 2006 d'EuropaCorp, contre une moyenne plutôt proche de 13 fois les bénéfices pour les autres sociétés en Bourse. L'opération permet à cette société détenue aux trois-quarts par Luc Besson de récolter 70 millions d'euros mais ses pertes nettes se creusent dès 2010 puis représentent 30 millions d’euros en 2011, la série de films Arthur et les Minimoys ne parvenant pas à rentabiliser ses gros investissements publicitaires. L'action d’Europacorp tombe sous 1,50 € dès mai 2012. Sur l’exercice 2011-2012, le bénéfice net revient tout juste à l'équilibre, à 0,1 million d’euros, mais les pertes se transforment en gouffre financier en 2017 après l'échec du film Valerian.
Une procédure de sauvegarde au tribunal de commerce de Bobigny est ouverte en mai 2019 en raison de la situation de quasi-faillite, après le gouffre financier de 110 millions d’euros de pertes en seulement six mois. L'un des principaux créanciers, le fonds d’investissement Vine Alternative Investments, est obligé de convertir ses créances, difficilement recouvrables, en actions de la société, à hauteur d’environ 100 millions d’euros.

#### Pertes de l'État via la Caisse des Dépôts
Mediapart révèle en juin 2015 qu'Emmanuel Macron, ministre de l'économie après avoir été banquier conseil de la société de Luc Besson, vient d'être entendu par des policiers de l’Office central de lutte contre la corruption de Nanterre, sur le financement public à 90 % de la Cité du cinéma dont elle est la principale bénéficiaire. Mediapart révèle ensuite en août 2020 que sa société, en quasi-faillite depuis l'échec de son film Valérian, placée sous la protection du Comité interministériel de restructuration industrielle (CIRI), est à nouveau au bord du dépôt de bilan, mais vient de bénéficier d'un plan de restructuration très favorable car la Caisse des dépôts et consignations (CDC) doit effacer 45 millions d’euros en faveur de Luc Besson, en acceptant de renoncer à une caution apportée par sa holding personnelle, pour la location de la Cité du cinéma à Saint-Denis. Selon Mediapart, Alexis Kohler, conseiller d'Emmanuel Macron, a exercé des pressions en faveur de cet abandon de créance, « assez curieux », car jusqu’alors la CDC, propriétaire des locaux de la Cité du cinéma via sa filiale Nef Lumière, « se refusait à effacer l’ardoise » avant d'y être contrainte lorsque EuropaCorp a interrompu définitivement le paiement de ses loyers, conduisant à engager une procédure contentieuse. Le député (LR) Gilles Carrez, membre du conseil de surveillance de la CDC, demande alors publiquement des explications de l'institution. Une enquête est menée mais ensuite classée sans suite le 11 mai 2018.
Selon Capital, Régis Lefebvre, directeur de la communication de Luc Besson et ami d'Édouard Philippe alors premier ministre, a été au même moment le directeur adjoint de la campagne LREM-Modem aux élections européennes de 2019, tandis que Françoise Nyssen fut administratrice d’EuropaCorp de 2012 à 2016, peu avant de devenir ministre de la culture entre 2017 et 2018. Le magazine économique a aussi révélé que la CDC a finalement accepté qu’EuropaCorp loue une surface cinq fois plus petite que prévu lors du financement de la Cité du cinéma, tandis que le ministère de la Culture et le CIRI sont bien intervenus dans le dossier en plaidant pour qu'EuropaCorp, qui n’emploie que 42 personnes, échappe à la liquidation, alors que sur son site le Ciri indique s’occuper uniquement des sociétés de plus de 400 salariés.

#### Salaire de 2,2 millions d'euros versé en 2019
Alors que les deux tiers des salariés d'Europacorp ont perdu leur emploi, leur nombre chutant en trois ans de 118 à 41 personnes, Luc Besson révèle à BFM TV en octobre 2019 qu'il n’a plus de travail depuis deux ans, mais qu'EuropaCorp lui a versé un salaire annuel de 3,6 millions d’euros bruts, ensuite abaissé à 2,2 millions d’euros, dont une « indemnité d’expatriation » d’un million d’euros par an pour financer son installation à Hollywood.

### Retour au cinéma (2022)
À la suite de la pandémie de Covid-19 qui interrompt une grande partie de la production cinématographique et des accusations de Sand Van Roy, le cinéaste ne tourne pas pendant trois ans mais annonce avoir écrit 17 scénarios.
En janvier 2022, il est annoncé qu'il réalisera prochainement un nouveau long métrage, DogMan, avec Caleb Landry Jones. Il est ensuite annoncé qu'il a écrit et produit Arthur, malédiction, un film d'horreur psychologique inspiré de sa franchise Arthur et les Minimoys tourné en secret durant le confinement lié à la pandémie de Covid-19. En mai 2022, il est annoncé qu'il a également tourné durant cette période un film romantique à petit budget, June and John, avec des acteurs totalement inconnus : Luke Stanton Eddy et Matilda Price. Il est présenté au marché du film en marge du festival de Cannes 2022.
Le 27 septembre 2023, le film DogMan, avec Caleb Landry Jones, qu'il réalise sort dans les salles et reçoit des critiques positives. Les résultats au box-office sont cependant décevants. Cette même année débute à Taipei le tournage d'une nouvelle production EuropaCorp, Week-end à Taipei, dont il a coécrit le scénario. Le film sort en septembre 2024.
En 2024, alors que June and John est toujours en postproduction, il débute le tournage de Dracula, adaptation du roman du même nom de Bram Stoker. Il retrouve pour l'occasion l'acteur principal de DogMan, Caleb Landry Jones. Avant même la sortie du film sur Dracula, il est annoncé comme réalisateur de The Last Man, un film de science-fiction avec le rappeur Snoop Dogg. Le tournage est prévu pour 2025.
Tourné en 2020 pendant le confinement lié à la pandémie de Covid-19, June and John  est présenté en avant-première à l'European Film Market, en marge de la Berlinale 2025, puis au Grand Rex, avant sa diffusion en avril 2025 sur Ciné+ OCS. C'est une comédie romantique à petit budget avec des acteurs inconnus, dont les rôles principaux Matilda Price et Luke Stanton Eddy. Dracula sort quelques mois plus tard, le 30 juillet 2025, dans les salles françaises.

## Engagements et proximités politiques
Dans l'entre-deux-tours de l'élection présidentielle de 2017 qui oppose Marine Le Pen à Emmanuel Macron, il publie une lettre ouverte sur Facebook, estimant que le Rassemblement National « regroupe l'élite du fascisme à la française ».
En 2010, la Commission de déontologie de la fonction publique a autorisé Emmanuelle Mignon, directrice de cabinet de Nicolas Sarkozy à l'Élysée de 2007 à l'été 2008, puis sa conseillère jusqu'en 2009, à partir travailler comme directrice de la stratégie et du développement du groupe de Luc Besson. Selon le magazine Capital, Régis Lefebvre, directeur de la communication de Luc Besson, a été directeur adjoint de la campagne LREM-Modem aux élections européennes de 2019, tandis que Françoise Nyssen fut administratrice d’EuropaCorp de 2012 à 2016, peu avant de devenir ministre de la culture entre 2017 et 2018. Emmanuel Macron avait pour sa part été le banquier conseil de Luc Besson lors du montage finalisé en 2008 pour le financement à 90 % par Caisse des dépôts et consignations de la Cité du cinéma, qui sera à l'origine d'une enquête préliminaire, en décembre 2013, du parquet de Paris,,,. L'absence de la ministre de la Culture Aurélie Filippetti lors de l'inauguration du site en septembre 2012 a été remarquée.

## Vie privée
Luc Besson a été successivement en couple avec Sophie Schmit, qui a monté ses premiers films, puis en 1986, avec Anne Parillaud, avec qui il a une fille, Juliette Besson née le 21 mai 1987.
En 1992, il épouse Maïwenn, mineure de 15 ans, quand lui en a 32, et enceinte de lui. Il l'a rencontrée lors d'une cérémonie des César alors qu'elle est âgée de 15 ans,. Le couple se marie l'année suivante. Selon elle, le film Léon (1994) s'inspire de leur relation amoureuse. Le 3 janvier 1993, elle donne naissance à la deuxième fille du cinéaste : Shanna.
En 1996, il la quitte sur le tournage du Cinquième Élément pour le premier rôle du film, Milla Jovovich, chanteuse et top-modèle américaine d'origine ukrainienne-serbe, reconvertie dans le cinéma. Il épouse celle-ci le 14 décembre 1997 puis en divorce le 12 juin 1999.
Depuis le 28 août 2004, il est marié à la productrice Virginie Silla, rencontrée en 1990, belle-sœur de l'acteur Vincent Perez, avec qui il a trois enfants : Thalia (1er août 2001), Sateen (7 mai 2003) et Mao (16 septembre 2005),,.
Depuis février 2025, il est en relation avec l'avocate Sarah Saldmann, de trente-deux ans sa cadette.
Sa fille Thalia joue en 2021 dans Arthur, malédiction, un film dont il est scénariste et producteur.

## Affaires judiciaires

### Appel contre SFR
En septembre 2004, la cour d'appel de Paris a condamné les sociétés SFR et Publicis Conseil à verser 2 750 000 euros à Luc Besson et à Gaumont pour avoir utilisé l'imagerie du Cinquième élément dans leur campagne publicitaire.

### Procès pourJeanne d'Arc
En 1996, Kathryn Bigelow, réalisatrice des films Strange days et Point break, conclut un accord avec Luc Besson pour développer un projet de film qui s’intitule Company of angels. Il s’agissait de raconter les aventures de Jeanne d’Arc. Besson n'en serait que le producteur exécutif.
Après un gros travail de recherche et d’écriture, Bigelow voulait engager l'actrice Catherine McCormack, et s'est opposée à l'embauche de Milla Jovovich (alors compagne du cinéaste) pour interpréter le rôle principal. Dès lors, Luc Besson abandonne le projet de Bigelow, mais son contrat le liant à la Fox lui assurera le soutien de James Cameron (codétenteur avec Kathryn Bigelow son ex-conjointe). Besson développe et retravaille donc seul le projet dont le titre devient Jeanne d'Arc.
La réalisatrice manifeste son indignation et sa colère lorsqu'elle s'aperçoit que Besson s'apprête à réaliser le long métrage sans elle, et porte plainte. La date du procès entre Kathryn Bigelow et Luc Besson est fixée au 16 août 2000 en Californie. Pour éviter le procès, Luc Besson finit par négocier un important arrangement financier à l'amiable.

### Procès pourTaxi
Un inspecteur de police de Montpellier, Pierre Crombecque, et l'un de ses amis, le scénariste Gérard Dardé, coauteurs d'un scénario intitulé Faux Départ, contestaient à Luc Besson l'originalité de Taxi, dont il était le scénariste. Le film connaissait alors un succès considérable (plus de 6,5 millions d'entrées en salle). Luc Besson est assigné pour « contrefaçon » par maître Jean-Pierre Franc, du barreau d'Avignon, qui défend Dardé et Crombecque. Luc Besson comparaît devant le tribunal de grande instance de Paris. C'est la seconde fois que le cinéaste se retrouve devant la justice pour contrefaçon ; un autre scénariste, Franck Gérardi, l'avait assigné pour Léon avant d'être débouté.
Gérard Dardé et Pierre Crombecque affirment que 64 séquences de leur scénario — enregistré en 1994 à la Société des auteurs et compositeurs dramatiques (SACD) — qu'ils avaient largement diffusé auprès de plusieurs sociétés de production, ont été « soit reproduites, soit adaptées, soit transformées » pour le script de Taxi. Cependant Luc Besson avait déposé dès 1988 à la SACD un scénario intitulé Taxi. Dix-neuf pages au total, soit 48 séquences, qui comportent la trame du film : un policier sans permis de conduire détourne un taxi conduit par un jeune fou du volant. Ce premier séquencier, non dialogué, a été considérablement étoffé en 1995 pour se transformer en un scénario de 111 pages et de 106 séquences, et déposé à la SACD en 1995.
Le tribunal de grande instance de Paris devait déterminer si Faux Départ avait pu servir de source pour le scénario. Les plaignants et Luc Besson, qui les attaquait pour diffamation, ont été déboutés de leurs demandes respectives.

### AffaireBrazil-Besson
Cette section ne s'appuie pas, ou pas assez, sur des sources secondaires ou tertiaires indépendantes du sujet. Le texte peut contenir des analyses inexactes ou inédites de sources primaires.
Pour l'améliorer, ajoutez-en, ou placez des modèles {{Source secondaire souhaitée}} ou {{Source secondaire nécessaire}} sur les passages mal sourcés. (janvier 2024)
En 2003, le magazine de cinéma Brazil publie dans son quatrième numéro une diatribe acerbe à l'encontre de Luc Besson.
L'article, intitulé « Besson m'a tuer mon cinéma », est rédigé par Hervé Deplasse, journaliste de feu Starfix, ex-journaliste à Rock & Folk, ex-directeur artistique chez Musidisc (jusqu'en 1989), Sony, EMI, Polydor, Double T et officiant en 2008 chez Naïve.
En réaction, Luc Besson assigne le magazine en justice et lui demande 50 000 € de dommages-intérêts, ce qui compromet fortement son avenir. Les réactions indignées des critiques de cinéma se traduisent par une campagne de soutien envers le petit magazine. Certains grands noms du milieu critique (comme Gérard Lenne) participent à l’entreprise, ainsi que l’acteur-réalisateur Albert Dupontel, vieux complice de Deplasse.
Le rédacteur en chef de Brazil, Christophe Goffette, déclare : « Luc Besson est d'abord un producteur, un type qui vend de la pellicule au kilo, adopte des recettes. Il a adapté le système des Spielberg et Lucas qui ont déjà massacré la création à Hollywood. C'est de cela que parlait notre article, l'américanisation du système Besson. Logique avec lui-même, il a poussé l'américanisation jusqu'à son terme, un procès. Je tiens à préciser qu'il n'a jamais demandé de droit de réponse. Par ailleurs, pourquoi demander 50 000 euros de dommages-intérêts, si ce n'est pour tuer notre revue indépendante, sachant qu'on ne pourrait jamais s'en relever ? ».
Luc Besson a finalement été débouté de sa plainte.

### Affaire Blue Advertainment et UMP-MGMT
Blue Advertainment est une agence créée par Luc Besson et le publicitaire Christophe Lambert.
Responsable de la communication de l'Union pour un mouvement populaire (UMP), l'agence a été prise dans la controverse concernant l'utilisation frauduleuse, en 2009, de la chanson Kids du groupe MGMT lors de deux meetings de l'UMP, ainsi que dans une vidéo disponible sur Internet. L'avocate du groupe de rock électronique, maître Wekstein, rapporte que « le directeur général de Blue Advertainment, agence responsable de la communication de l'UMP, a adressé le 16 février un courrier à l'avocate dans lequel il reconnaît avoir commis une erreur non intentionnelle, par « manque de vigilance », et lui propose « à titre symbolique » un euro d'indemnisation pour le préjudice subi ».
L'UMP trouvera finalement un accord à l'amiable avec le groupe MGMT en payant 30 000 euros de dommages-intérêts, ainsi que les frais d'avocats.

### Procès pourArthur et les Minimoys
En mars 2016, le tribunal de grande instance de Paris reconnaît quatre dessinateurs ayant travaillé sur la série de films Arthur et les Minimoys comme étant « co-auteurs » des films, alors que Luc Besson affirmait que leur contribution était seulement « accessoire et secondaire ». Les contrats passés entre EuropaCorp et les dessinateurs sont déclarés illicites et les plaignants peuvent prétendre à toucher un pourcentage sur les recettes. EuropaCorp a en outre été condamnée pour « contrefaçon », les dessinateurs n'ayant pas touché d'argent sur les ventes de produits dérivés. Le studio a fait appel du jugement,,.

### Procès pourLock Out
En juillet 2016, Luc Besson, ses deux co-scénaristes Stephen St. Leger et James Mather, ainsi que sa société EuropaCorp sont condamnés par la cour d'appel de Paris à verser 465 000 euros aux ayants droit du film New York 1997 pour le film Lock Out, considéré comme une contrefaçon. Le précédent verdict, rendu en 2015, les avait condamnés à 80 000 euros de dommages-intérêts. Luc Besson avait fait appel en invoquant une « entrave à la liberté de création ». La cour d'appel motive sa décision en soulignant que « les articulations des trames respectives des deux récits en cause accumulent les similitudes, ceci dès l'abord et jusqu'à leur épilogue. [Les personnages] se révèlent proches l’un de l’autre, partagent des traits de caractère essentiels du fait de leur passé qui, d'honorable les a rendus susceptibles d’être incarcérés » et que « l'importante accumulation de reprises de scènes marquantes dans le déroulement de l'action ne peut être considérée comme fortuite »,.

### Condamnations pour harcèlement moral et discrimination fondée sur l'état de santé
Le 8 janvier 2020, le tribunal correctionnel de Bobigny a condamné Luc Besson et sa société EuropaCorp à respectivement 10 000 euros et 20 000 euros d'amende pour « discrimination fondée sur l'état de santé » lors du licenciement d’une assistante de direction de la société EuropaCorp en 2018. La salariée a déclaré lors du procès : « J'étais devenue pour lui comme le Siri d'Apple, son esclave ». Cette condamnation fait suite à une décision du 9 octobre 2019 du conseil des prud'hommes de Seine-Saint-Denis qui reconnaissait le harcèlement moral subi par la salariée.

### Plainte pour viols et accusation de violences sexuelles

#### Plainte pour viols de Sand Van Roy en 2018 et classement définitif en 2023
En mai 2018, l'actrice Sand Van Roy, qui apparaît dans plusieurs films de Luc Besson, dépose plainte pour viol contre le réalisateur, le lendemain d'un rendez-vous avec lui à l'hôtel Bristol. Le rapport des unités médico-judiciaires fait état d'une « ecchymose » à l’œil gauche, trois « lésions » dans le dos à l'origine inconnue, des « douleurs rectales » et une « fissure anale récente qui pourraient être compatibles avec les dires de la plaignante ».
L'actrice affirme vivre sous l'« emprise » du réalisateur depuis deux ans, dans le cadre d'une relation professionnelle et affective dans laquelle elle dit ne pas oser s'opposer au cinéaste, de peur d'être « blacklistée ». Le 6 juillet, Sand Van Roy complète sa plainte d'une deuxième, où elle dénonce des faits de violences sexuelles qui se seraient déroulés entre mars 2016 et mai 2018.
Interrogé en audition libre par la police en octobre 2018, Luc Besson nie l'ensemble des faits, évoque une relation sexuelle consentie et réfute avoir été violent avec Sand Van Roy pendant leurs deux années de relation. En décembre, lors d'une confrontation organisée par les enquêteurs, les deux parties maintiennent leur version respective.
En février 2019, la plainte est classée sans suite, le parquet de Paris estimant n'avoir pas pu « caractériser l'infraction dénoncée ». Sand Van Roy, dont l'avocat dénonce une « enquête bâclée », se constitue alors partie civile et obtient en octobre 2019 la reprise des investigations, sous l'égide d'une juge d'instruction. En janvier 2021, Luc Besson est placé sous le statut de témoin assisté.
En décembre 2021, la juge d'instruction, en suivant les réquisitions du parquet, prononce un non-lieu en faveur de Luc Besson, lequel est confirmé par la cour d'appel de Paris en mai 2022. En juin 2023, la Cour de cassation rejette le pourvoi formé par Sand Van Roy, qui contestait le non-lieu, et écarte définitivement les accusations de viols à l'encontre du cinéaste.
Sand Van Roy annonce saisir la Cour européenne des droits de l'homme. En parallèle, estimant qu'il n'y a « pas eu de véritable enquête en France », elle porte plainte en Belgique. La Cour constitutionnelle belge doit se prononcer sur la recevabilité de cette plainte avant fin 2023.
Début 2025, la Belgique juge irrecevable la même plainte de Sand Van Roy.

#### Accusation de comportements sexuels inappropriés
Mediapart révèle dès juillet 2018 que d'autres femmes accusent Besson, d'abus sexuels, dont une ex-chargée des castings de Besson qui a écrit au procureur de la République de Paris pour dénoncer des "agressions sexuelles". Mediapart publie le 29 novembre, les témoignages de cinq autres femmes,, portant à 9 les victimes déclarées de comportements similaires et répétitifs du cinéaste, dont plusieurs avec des délais de prescription, mais le Parquet ouvre « des enquêtes préliminaires séparées », compliquant les recoupements.

## Producteur et distributeur
De 2000 à 2018, Luc est à la tête de la société EuropaCorp qu'il a fondé avec Pierre-Ange Le Pogam. Via cette société de production, il a pour objectif de développer un nouveau courant du cinéma grand public en s'appuyant sur des films à succès comme la série des quatre Taxi, Yamakasi, Le Transporteur ou encore Danny the Dog. Il est souvent le scénariste des films qu'il produit, privilégiant la distraction et l'action. Cette orientation lui vaut la désaffection et même le mépris de la critique, qui lui reproche d'avoir fondé un empire où il règnerait sans partage. Le « système Besson », ainsi nommé, consisterait à produire et distribuer à la chaîne des films dont le but premier est la rentabilité financière et non la qualité artistique. On déplore aussi la faiblesse, le simplisme voire la démagogie de ses scénarios qui appliqueraient toujours la même recette — pouvant être résumée de la manière suivante : un homme « costaud » est chargé de protéger une jeune femme, « jolie » de préférence, dont il va tomber amoureux avant d'éradiquer les méchants,. Les Guignols de l'info se sont même emparés du phénomène, mettant en scène le cinéaste dans un sketch où il distribuait des scripts à de jeunes réalisateurs comme s'il s'agissait de plats de fast-food.
Cherchant à s'imposer sur le marché international, il veille néanmoins à conserver le contrôle et la nationalité française de ses films d'un point de vue juridique et fiscal. Au début des années 2000, il est l'initiateur et le moteur de la création de la Cité du cinéma à Saint-Denis, dans la banlieue nord de Paris.
Le 20 septembre 2006, il annonce qu'il désire arrêter le cinéma et veut se consacrer à l'action nationale. Il essaie ainsi de monter une fondation pour aider les jeunes des banlieues. En parallèle, il joue en loisir au Paris-Saint-Germain où il côtoie notamment l'ancien joueur professionnel Brésilien Raí.[réf. nécessaire]

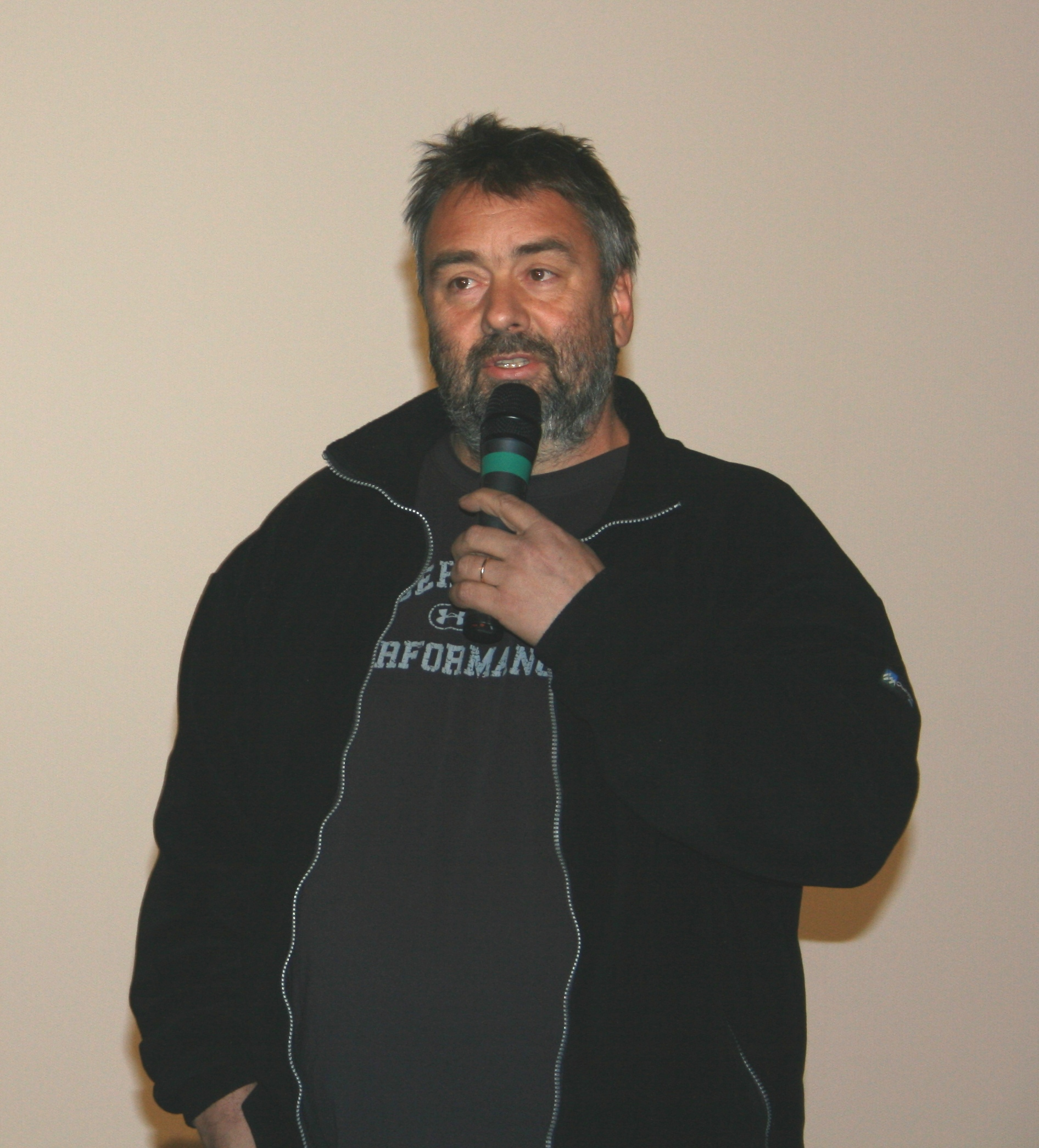
Le producteur de Taken, à l'avant-première du film à l'UGC Ciné Cité Les Halles, à Paris.

En avril 2007, il a l'autorisation par l'AMF de placer une partie du capital de sa société sur le marché. Désormais coté en bourse, la « Besson Incorporation » a engrangé, en 2006, un profit de 8 millions d'euros pour un chiffre d'affaires estimé à un peu moins de 160 millions d'euros. 41 % de l'activité de la compagnie s'exerce par ailleurs à l'étranger.
En septembre 2008, Luc Besson et le publicitaire Christophe Lambert créent l'agence de publicité « Blue », « la première agence française d'advertainment » (mélange entre la publicité — advertising — et le divertissement — entertainment).
L'agence a eu entre autres comme client déclaré en 2009, l'UMP, parti pour lequel elle élabore une nouvelle plateforme de communication autour de Nicolas Sarkozy : le réseau social « les créateurs de possibles »,.
À titre personnel, il a perçu en 2017 un revenu total de 44 millions d'euros.
Les échecs successifs de Valerian, Anna et Taxi 5 mettent en difficulté EuropaCorp. La société est placée sous procédure de sauvegarde par le tribunal de commerce de Bobigny en mai 2018. En février 2020, le fonds d’investissement américain Vine Alternative Investments entre au capital d'EuropaCorp en faisant l'acquisition de 60,15 % du groupe français par une conversion de créances. Un autre fonds américain, Falcon Strategic Partners IV, acquiert 6,25 % du capital. En août 2020, le conseil d'administration d'EuropaCorp nomme un nouveau directeur général, Axel Duroux, qui remplace Luc Besson. Celui-ci conserve la présidence non exécutive du conseil d'administration, « afin de se concentrer désormais, comme annoncé le 28 février 2020, sur les activités artistiques du groupe en tant que directeur artistique ». EuropaCorp renoue avec les profits sur l’exercice 2020/2021 grâce aux revenus générés par son catalogue de films et séries TV.

## Thèmes récurrents etgimmicks
Dans un article sur Le Cinquième Élément (1997), les Cahiers du cinéma définissent le cinéma de Besson comme un cinéma du gimmick et de l'image-choc. Pour certains critiques, en effet, l'un des traits des œuvres de Luc Besson, est leur construction, moins fondée sur une vision cohérente d'un thème (à l'exception, peut-être, de Léon), que sur l'articulation d'images-choc, de répliques marquantes, de situations pittoresques, indépendantes les unes des autres, scandant ses films. Des commentateurs voient dans le travail de Besson une sorte de catalogue de trouvailles.

### Influences
La critique et plusieurs experts remarquent beaucoup de citations dans ses films venant du cinéma de genre américain,, même si le réalisateur ne les cite jamais en interview. Les détracteurs font aussi remarquer que le cinéaste utilise des effets présents dans les productions EuropaCorp. Critikat déclare qu'il est impossible de situer Besson dans un courant artistique : « En vérité, Besson avait ce mérite finalement rare d'avoir une vraie singularité, de ne faire des films qui ne correspondaient qu'à son idéal et à rien d'autre ».

## Collaborateurs récurrents

### Éric Serra
Luc Besson a collaboré avec le compositeur Éric Serra dès le court métrage L'Avant-dernier en 1981. Trois films mis à part (Angel-A, Malavita et Valérian et la Cité des mille planètes), Éric Serra a participé ensuite à la mise en musique de tous ses films.
Éric Serra reçoit la Victoire de la meilleure musique de film en 1985 et est nommé aux Césars pour la bande originale de Subway. L'album est disque d'or en France. Serra fait également une apparition dans le film dans le rôle d'Enrico, bassiste d'Arthur Simms avec Jean Reno à la batterie.
La bande originale du Grand Bleu se vend à trois millions d'exemplaires dans le monde, dont deux millions en France. L'album contient, pour la première fois, une prestation vocale d'Éric Serra sur le titre My Lady Blue, coécrit avec Luc Besson. Il reçoit une Victoire de la musique pour la bande originale du film et un César pour la meilleure musique de film en 1988 puis une Victoire de la meilleure musique de film (en duo avec Vanessa Paradis) pour Nikita, Atlantis et Léon. En 2000, Serra collabore avec Luc Besson pour une série de publicités du fournisseur d'accès à Internet Club Internet. Leur dernière collaboration est Anna (2019).

### Jean Reno
Il rencontre Jean Reno sur le tournage du film Les Bidasses aux grandes manœuvres sur lequel il est assistant réalisateur en 1981. Il tourne cinq films avec lui : Le Dernier Combat (1983), Subway (1985), Le Grand Bleu (1988), Nikita (1990) et Léon (1994). Il a fait de l'acteur une star internationale.
Il a également été le producteur des films suivants, et scénariste pour les deux premiers : Wasabi (2001), Les Rivières pourpres 2 : les Anges de l'Apocalypse (2004) et L'Immortel (2010).

### Mylène Farmer
En 1983, Mylène Farmer (encore inconnue) fait de la figuration dans le premier film de Luc Besson, Le Dernier Combat.
En 1991, il invite la chanteuse en Arctique sur le tournage du film Atlantis. L'année suivante, il réalise pour elle le clip Que mon cœur lâche.
En 2006, Mylène Farmer prête sa voix à la princesse Sélénia pour Arthur et les Minimoys, un personnage inspiré des traits et du caractère de la chanteuse,. Elle assure également le doublage des deux volets suivants, Arthur et la Vengeance de Maltazard et Arthur 3 : La Guerre des deux mondes.
En 2007, le réalisateur s'apprêtait à produire L'Ombre des autres, un film de Claude Berri avec Mylène Farmer en rôle principal. Le décès de Claude Berri en 2009 met un terme au projet.

### Madonna
Il réalise le clip du single, Love Profusion, dernier extrait de l'album American Life de Madonna en 2003 puis une publicité pour le parfum Beyond Paradise d'Estée Lauder, dans laquelle on peut entendre Love Profusion. Après cette collaboration, il dirige la star dans Arthur et les Minimoys : sorti fin 2006 en France, on y retrouve Madonna prêtant sa voix à la princesse Sélénia. C'est le premier film animé auquel Madonna participe mais elle est remplacée par Selena Gomez pour les suites Arthur et la Vengeance de Maltazard et Arthur 3 : La Guerre des deux mondes.
Fin 2004, Luc Besson travaille sur un projet de comédie musicale avec Madonna, dans lequel elle aurait interprété une femme mourante mais le projet est abandonné et les chansons de la section disco du script retravaillées pour son album Confessions on a Dance Floor sorti en 2005,.

## Activités annexes

### EuropaCorp
Il fonde en 1999, sa société de production EuropaCorp avec Pierre-Ange Le Pogam — ce dernier incarnait le garde du corps d'Isabelle Adjani dans le film Subway.
Aujourd'hui cotée en bourse, sa société a financé plus de 70 films, dont des films à succès très rentables : la série de quatre Taxi, Yamakasi, Le Transporteur et ses deux suites, Taken, mais aussi d'autres films plus intimistes comme Trois enterrements, Les Filles du botaniste ou I Love You Phillip Morris.
En 2008, EuropaCorp a acquis les droits d'adaptation cinématographique d'Adèle Blanc-Sec, l'héroïne de bande dessinée de Jacques Tardi, créée en 1976. Trois films sont prévus. Le premier est sorti en avril 2010, avec Louise Bourgoin dans le rôle principal.
EuropaCorp a aussi acquis les droits d'adaptation cinématographique de La Mécanique du cœur, le troisième roman de Mathias Malzieu, pour un film d'animation en 3D.
En mai 2019, la société EuropaCorp est placée en procédure de sauvegarde pour une durée initiale de six mois,.
En 2020, la société est rachetée par le fond américain Vine Alternative Investments.

### Intervista
Intervista était sa maison d'édition, aussi créée à la fin des années 1990 et arrêtée à la fin 2011. Elle a publié la collection « Auteur et découverte d'un film », une collection « fiction jeunesse » et une collection consacrée à la littérature générale, « Les Mues ».

### Cité du cinéma

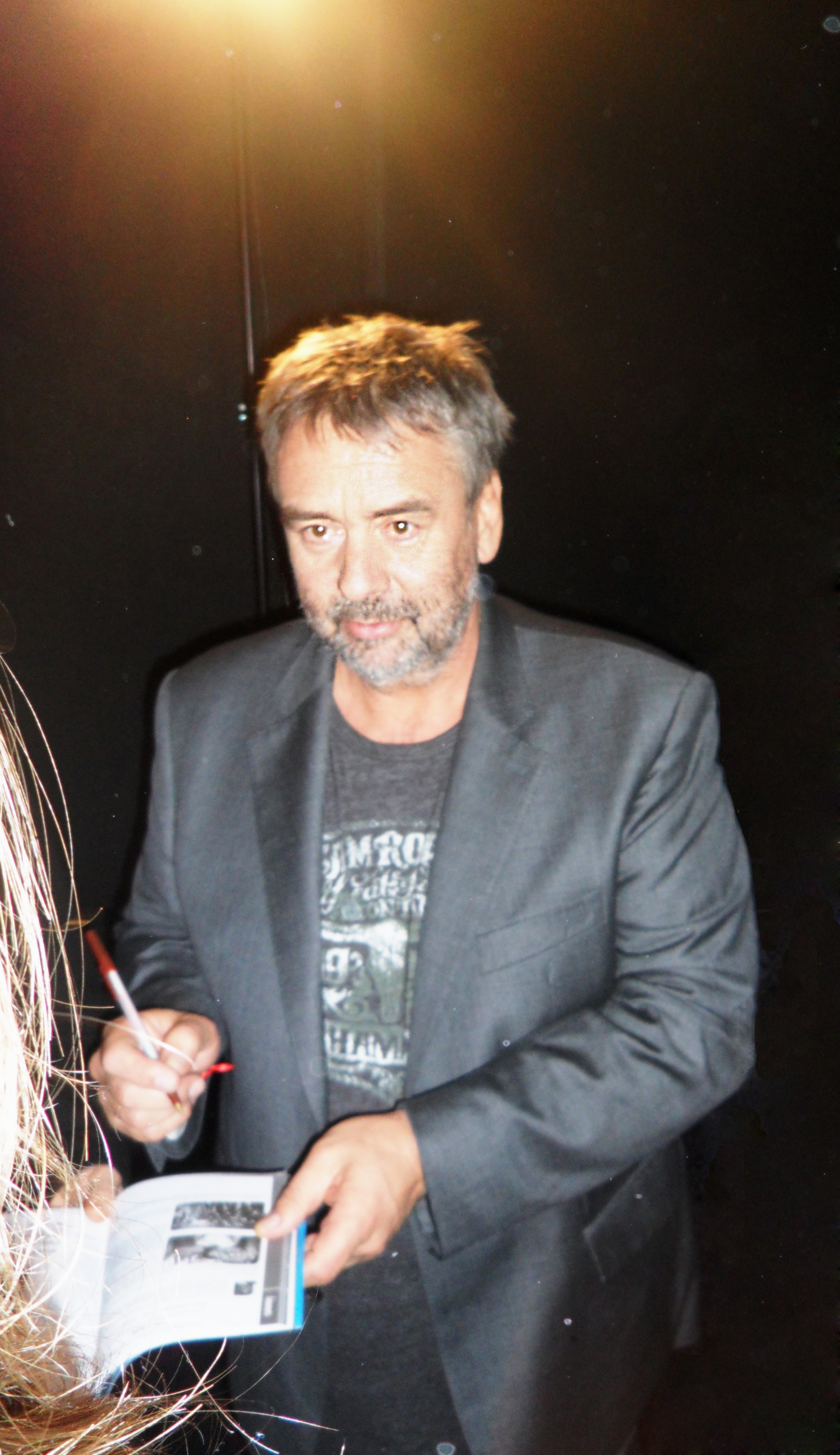
Luc Besson au cinéma Gaumont d'Amiens en 2011.

Projet de Luc Besson, la Cité du Cinéma est présentée à la presse le 29 février 2008: dix plateaux de tournage, des bureaux, des restaurants et une classe préparatoire à l'École Louis-Lumière, sur un vaste terrain de 6,5 hectares, situé à Saint-Denis à quelques kilomètres de Paris, sur une ancienne centrale électrique. Le coût initial est estimé à 140 millions d'euros, financé à hauteur de 130 millions par un organisme public, la Caisse des dépôts et consignations, de 10 millions par Vinci et seulement six millions par Europacorp. Ces studios, censés rivaliser avec les studios Pinewood de Londres pour les tournages de grande ampleur, sont inaugurés quatre ans après, le 21 septembre 2012.
L'École Louis-Lumière, détenue par l'État, se voit exiger comme loyer 2,7 millions d’euros par an, alors que tous les gros travaux sont laissés à la charge du locataire, y compris la reprise des fondations. La Cour des comptes fait par ailleurs jouer l'article 40 du code de procédure pénale, estimant que des délits pourraient avoir été commis, et transmet dès 2013 un signalement au parquet national financier, qui dénonce un financement public décidé contre l'avis des services de l'État et de la Caisse des dépôts et consignations, principal financeur du projet, effectué pour permettre l'aboutissement du projet qu'une société privée portait pour son seul bénéfice.

### Association Luc-Besson
Luc Besson, sensibilisé par les révoltes de banlieue de 2005, déclare à propos du Festival Cannes et Banlieues qu'il organise en 2007 dans plusieurs banlieues d'Île-de-France : « Un événement comme celui-là, en plein quartier difficile, sans aucune présence policière, si cela se passe bien, c'est la preuve que les quartiers ne sont pas aussi dangereux que la presse et le gouvernement veulent bien le laisser entendre. C'est la preuve qu’on peut leur faire confiance, qu’on peut travailler avec eux. Ce festival s’est extrêmement bien passé, pas une seule bagarre, pas un seul vol, pas un seul incident. Que du bonheur, du partage et des sourires ».
En 2007, à l'occasion du 60e anniversaire du Festival de Cannes, elle organise en partenariat avec Gilles Jacob et Thierry Frémaux, le « Festival Cannes et Banlieues ». Des films de la sélection cannoise sont alors projetés en avant-première et gratuitement, sur écran géant et en plein air, dans plusieurs villes d’Île-de-France. Face à son succès, cette opération est renouvelée en 2008, dans une édition élargie à d’autres formes d’art (peinture, photographie, graff, musique, chant lyrique, sculpture, danse, etc.) avec le même objectif : proposer un cinéma différent pour faire participer les habitants à un événement habituellement inaccessible. Grâce à un travail en collaboration étroite avec les associations locales, et au soutien de nombreuses personnalités comme Quentin Tarantino, Leonardo DiCaprio, le sculpteur Ousmane Sow, le violoniste Didier Lockwood, la chanteuse lyrique Caroline Casadesus, les rappeurs La Fouine, Sefyu ou Kery James, les festivals sont un succès, réunissant chacun, près de 60 000 spectateurs.
L’association Luc-Besson organise une grande distribution de cadeaux et de livres à Noël (près de 350 000 lots chaque année), mais aussi des projections de films, des sessions d’initiation aux métiers du cinéma, des visites de tournage, ou encore de nombreux parrainages et soutiens de projets.

### École de la Cité, cinéma et télévision
L'École de la Cité de Luc Besson est installée au cœur de la Cité du Cinéma à Saint-Denis (Seine-Saint-Denis). Aucune condition de ressources ni de diplômes ne sont nécessaires pour y accéder.

« Quand j'ai voulu faire du cinéma à l'âge de 17 ans, toutes les écoles réclamaient le bac et souvent un minimum de deux ans d'études supérieures", résume le réalisateur-producteur sur le site de l'école (www.ecoledelacite.com), en rappelant qu'il est lui-même "entré dans le cinéma par la toute petite porte". Inventeur de la Cité du Cinéma - cet Hollywood-sur-Seine du 9-3, il entend recruter sur le talent, l'envie et la créativité. »

L'école propose deux formations (auteur-scénariste ou réalisateur), sur deux ans. L'objectif est de dispenser un enseignement pratique, en contact permanent avec les professionnels présents dans les studios de la Cité du Cinéma, qui dispose de neuf plateaux de tournage et d'ateliers techniques en vis-à-vis.
Luc Besson a débuté dans le cinéma à 17 ans, en apprenant sur le tas le métier de machiniste avant de devenir assistant-réalisateur. « L'apprentissage a été long et difficile », souligne-t-il sur le site de la nouvelle école, se souvenant avoir « servi des litres de café, photocopié un nombre incalculable de documents et porté des tonnes de matériel », heureux, aujourd'hui, d'offrir « une alternative » aux jeunes.

## Filmographie
Sauf indication contraire, les informations mentionnées dans cette section peuvent être confirmées par les bases de données cinématographiques IMDb et Allociné,  présentes dans la section « Liens externes ».

### Réalisateur

#### Court métrage
- 1981 : L'Avant-dernier

#### Longs métrages
- 1983 : Le Dernier Combat
- 1985 : Subway
- 1988 : Le Grand Bleu
- 1990 : Nikita
- 1991 : Atlantis
- 1994 : Léon
- 1997 : Le Cinquième Élément
- 1999 : Jeanne d'Arc
- 2005 : Angel-A
- 2006 : Arthur et les Minimoys
- 2009 : Arthur et la Vengeance de Maltazard
- 2010 : Les Aventures extraordinaires d'Adèle Blanc-Sec
- 2010 : Arthur 3 : La Guerre des deux mondes
- 2011 : The Lady
- 2013 : Malavita
- 2014 : Lucy
- 2017 : Valérian et la Cité des mille planètes
- 2019 : Anna
- 2023 : DogMan
- 2025 : June and John
- 2025 : Dracula

#### Clips musicaux
- 1984 : Pull Marine - Isabelle Adjani
- 1984 : Visiteur - Richard Berry
- 1988 : Mon légionnaire - Serge Gainsbourg
- 1992 : Que mon cœur lâche - Mylène Farmer
- 2002 : Sache - Ophélie Winter
- 2003 : Love Profusion - Madonna
- 2009 : L'Impasse - Kery James (feat. Béné)

#### Publicités et films promotionnels
- 1984 : Underwear pour Dim (avec Anne Parillaud)
- 1992 : La Patineuse pour le Crédit Lyonnais à l'occasion des JO d'Albertville
- 1997 : Red Pulp pour L'Oréal (avec Milla Jovovich)
- 1999 : Le Chaperon rouge ou Le Loup pour No 5 de Chanel (avec Estella Warren)
- 1999 : Le Musée pour No 5 de Chanel (avec Estella Warren)
- 2000 : Cops pour Club Internet
- 2000 : Le Monstre pour Club Internet (création du monstre : Geoffroy Barbet Massin)[réf. nécessaire]
- 2000 : La Fiancée pour Club Internet[127]
- 2002 : Cendrillon pour Clairefontaine
- 2003 : Beyond Paradise pour Estée Lauder (avec Carolyn Murphy)
- 2004 : Roméo & Juliette pour Orange
- 2005 : film promotionnel visant à présenter la candidature de Paris aux JO de 2012 aux membres du comité international olympique, le 6 juillet 2005 à Singapour, jour du choix de la ville organisatrice (réalisé avec le concours de, entre autres, Alain Chabat, Pitof, Olivier Dahan, Pierre Morel et Louis Leterrier)[128].
- 2015 : Save Kids Lives, film de sensibilisation[129]
- 2015 : Alain Afflelou avec Sharon Stone[130].
- [Quand ?]Elsève Multi-Vitamine pour L'Oréal Paris (avec Laetitia Casta)
- [Quand ?]Progress Homme pour L'Oréal Paris (avec Michael Schumacher)

### Assistant réalisateur
- 1979 : Court circuits de Patrick Grandperret, assistant réalisateur stagiaire
- 1980 : Deux Lions au soleil de Claude Faraldo, assistant réalisateur stagiaire
- 1981 : Les Bidasses aux grandes manœuvres de Raphaël Delpard, assistant réalisateur
- 1983 : Le Grand Carnaval d'Alexandre Arcady, réalisateur de la seconde équipe

### Scénariste
- 1981 : L'Avant-dernier (court métrage) de lui-même
- 1983 : Le Dernier Combat de lui-même
- 1985 : Subway de lui-même
- 1986 : Kamikaze de Didier Grousset
- 1988 : Le Grand Bleu de lui-même
- 1990 : Nikita de lui-même
- 1991 : Atlantis de lui-même
- 1994 : Léon de lui-même
- 1997 : Le Cinquième Élément de lui-même
- 1998 : Taxi de Gérard Pirès
- 1999 : Jeanne d'Arc de lui-même
- 2000 : Taxi 2 de Gérard Krawczyk
- 2000 : The Dancer de Frédéric Garson
- 2001 : Yamakasi - Les samouraïs des temps modernes d'Ariel Zeitoun
- 2001 : Le Baiser mortel du dragon de Chris Nahon
- 2001 : Wasabi de Gérard Krawczyk
- 2002 : Le Transporteur de Louis Leterrier et Corey Yuen
- 2003 : Taxi 3 de Gérard Krawczyk
- 2003 : Fanfan la Tulipe de Gérard Krawczyk
- 2003 : Michel Vaillant de Louis-Pascal Couvelaire
- 2004 : Les Rivières pourpres 2 : Les Anges de l'apocalypse d'Olivier Dahan
- 2004 : Banlieue 13 de Pierre Morel
- 2005 : Danny the Dog de Louis Leterrier
- 2005 : Le Transporteur 2 de Louis Leterrier
- 2005 : Revolver de Guy Ritchie
- 2005 : Angel-A de lui-même
- 2006 : Arthur et les Minimoys de lui-même
- 2006 : Bandidas de Joachim Rønning et Espen Sandberg
- 2007 : Taxi 4 de Gérard Krawczyk
- 2008 : Taken de Pierre Morel
- 2008 : Le Transporteur 3 d'Olivier Megaton
- 2009 : Banlieue 13 : Ultimatum de Patrick Alessandrin
- 2009 : Arthur et la Vengeance de Maltazard de lui-même
- 2010 : From Paris with love de Pierre Morel
- 2010 : Les Aventures extraordinaires d'Adèle Blanc-Sec de lui-même
- 2010 : Arthur 3 : La Guerre des deux mondes de lui-même
- 2011 : Colombiana d'Olivier Megaton
- 2012 : Lock Out de James Mather et Stephen St. Leger
- 2012 : Taken 2 d'Olivier Megaton
- 2013 : Un prince (presque) charmant de Philippe Lellouche
- 2013 : Malavita de lui-même
- 2014 : 3 Days to Kill de McG
- 2014 : Brick Mansions de Camille Delamarre
- 2014 : Lucy de lui-même
- 2015 : Taken 3 d'Olivier Megaton
- 2015 : Le Transporteur : Héritage de Camille Delamarre
- 2017 : The Warriors Gate de Matthias Hoene
- 2017 : Valérian et la Cité des mille planètes de lui-même
- 2017 : Braqueurs d'élite de Steven Quale
- 2018 : Taxi 5 de Franck Gastambide
- 2019 : Anna de lui-même
- 2022 : Arthur, malédiction de Barthélemy Grossmann
- 2023 : DogMan de lui-même
- 2024 : Week-end à Taipei (Weekend in Taipei) de George Huang
- 2025 : June and John de lui-même
- 2025 : Dracula: A Love Tale de lui-même

### Producteur
- 1981 : L'Avant-dernier (court métrage) de lui-même
- 1984 : Ne quittez pas (court métrage) de Sophie Schmit
- 1986 : Kamikaze de Didier Grousset
- 1988 : Jeu de vilains (court métrage) de Bruno François-Boucher
- 1990 : Au cœur de Nikita (documentaire) de Bruno François-Boucher
- 1991 : Lune froide de Patrick Bouchitey
- 1992 : Les Mamies d'Annick Lanoë (non crédité en tant que producteur)
- 1993 : L'Enfant lion de Patrick Grandperret
- 1993 : Chasse gardée de Jean-Claude Biette
- 1995 : Les Truffes de Bernard Nauer (non crédité en tant que producteur)
- 1997 : Ne pas avaler (Nil by Mouth) de Gary Oldman
- 1998 : Taxi de Gérard Pirès
- 2000 : Taxi 2 de Gérard Krawczyk
- 2000 : The Dancer de Frédéric Garson
- 2000 : Exit d'Olivier Megaton
- 2001 : Yamakasi - Les samouraïs des temps modernes d'Ariel Zeitoun
- 2001 : 15 août de Patrick Alessandrin
- 2001 : Le Baiser mortel du dragon de Chris Nahon
- 2001 : Wasabi de Gérard Krawczyk
- 2002 : Zéro un de Jeanne Biras (8 réalisateurs)
- 2002 : Blanche de Bernie Bonvoisin
- 2002 : Peau d'Ange de Vincent Pérez
- 2002 : Le Transporteur de Louis Leterrier et Corey Yuen
- 2002 : La Turbulence des fluides de Manon Briand
- 2003 : Rire et Châtiment d'Isabelle Doval
- 2003 : Taxi 3 de Gérard Krawczyk
- 2003 : Moi César, 10 ans ½, 1m39 de Richard Berry
- 2003 : Bon Voyage de Jean-Paul Rappeneau
- 2003 : Tristan de Philippe Harel
- 2003 : Fanfan la Tulipe de Gérard Krawczyk
- 2003 : Les Côtelettes de Bertrand Blier
- 2003 : Haute Tension d'Alexandre Aja
- 2003 : La Felicita, le bonheur ne coûte rien (La felicità non costa niente) de Mimmo Calopresti
- 2003 : Michel Vaillant de Louis-Pascal Couvelaire
- 2004 : Les Rivières pourpres 2 : les Anges de l'Apocalypse d'Olivier Dahan
- 2004 : À ton image d'Aruna Villiers
- 2004 : Mensonges et trahisons et plus si affinités... de Laurent Tirard
- 2004 : New York Taxi de Tim Story
- 2004 : Banlieue 13 de Pierre Morel
- 2005 : Danny the Dog de Louis Leterrier
- 2005 : Ze Film de Guy Jacques
- 2005 : Le Souffleur de Guillaume Pixie
- 2005 : Les Yeux clairs de Jérôme Bonnell
- 2005 : Imposture de Patrick Bouchitey
- 2005 : Au suivant ! de Jeanne Biras
- 2005 : Le Transporteur 2 de Louis Leterrier
- 2005 : Revolver de Guy Ritchie
- 2005 : La Boîte noire de Richard Berry
- 2005 : Trois Enterrements (Los Tres entierros de Melquiades Estrada) de Tommy Lee Jones
- 2006 : Appelez-moi Kubrick (Colour Me Kubrick) de Brian W. Cook
- 2006 : Arthur et les Minimoys de lui-même
- 2006 : Bandidas de Joachim Rønning et Espen Sandberg
- 2006 : Les Filles du botaniste de Dai Sijie
- 2006 : Dikkenek d'Olivier Van Hoofstadt
- 2006 : Quand j'étais chanteur de Xavier Giannoli
- 2006 : Si j’étais toi (The Secret) de Vincent Pérez
- 2006 : Michou d'Auber de Thomas Gilou
- 2006 : Love (et ses petits désastres) (Love and other disasters) d'Alek Keshishian
- 2006 : Cheeky de David Thewlis
- 2006 : Ne le dis à personne de Guillaume Canet
- 2007 : Frontière(s) de Xavier Gens
- 2007 : L'Invité de Laurent Bouhnik
- 2007 : Un château en Espagne d'Isabelle Doval
- 2007 : Le Dernier Gang d'Ariel Zeitoun
- 2007 : Taxi 4 de Gérard Krawczyk
- 2007 : Hitman de Xavier Gens
- 2008 : Taken de Pierre Morel
- 2008 : Le Transporteur 3 d'Olivier Megaton
- 2009 : Banlieue 13 : Ultimatum de Patrick Alessandrin
- 2009 : Le Missionnaire de Roger Delattre
- 2009 : Home de Yann Arthus-Bertrand
- 2009 : Arthur et la Vengeance de Maltazard de lui-même
- 2010 : From Paris with love de Pierre Morel
- 2010 : L'Immortel de Richard Berry
- 2010 : I Love You Phillip Morris de Glenn Ficarra et John Requa
- 2010 : Les Aventures extraordinaires d'Adèle Blanc-Sec de lui-même
- 2010 : Arthur 3 : La Guerre des deux mondes de lui-même
- 2011 : Colombiana d'Olivier Megaton
- 2011 : The Lady de lui-même
- 2012 : Lock Out de James Mather et Stephen St. Leger
- 2012 : Taken 2 d'Olivier Megaton
- 2012-2013 : Le Transporteur (série télévisée) - 2 saisons
- 2012-2015 : No Limit (série télévisée) - 3 saisons
- 2013 : Un prince (presque) charmant de Philippe Lellouche
- 2013 : Malavita de lui-même
- 2014 : Taxi Brooklyn (série télévisée) - 1 saison
- 2014 : 3 Days to Kill de McG
- 2014 : Jack et la Mécanique du cœur de Mathias Malzieu et Stéphane Berla
- 2014 : Brick Mansions de Camille Delamarre
- 2014 : The Homesman de Tommy Lee Jones
- 2014 : Lucy de lui-même
- 2015 : Taken 3 d'Olivier Megaton
- 2015 : Le Transporteur : Héritage de Camille Delamarre
- 2016 : Oppression de Farren Blackburn
- 2017-2018 : Taken (série télévisée) - 2 saisons
- 2017 : The Warriors Gate de Matthias Hoene
- 2017 : Valérian et la Cité des mille planètes de lui-même
- 2017 : Braqueurs d'élite de Steven Quale
- 2018 : Eva de Benoît Jacquot
- 2018 : Taxi 5 de Franck Gastambide
- 2018 : Kursk de Thomas Vinterberg
- 2019 : Anna de lui-même
- 2022 : Arthur, malédiction de Barthélemy Grossmann
- 2024 : Week-end à Taipei (Weekend in Taipei) de George Huang
- 2025 : June and John de lui-même

### Parolier
Luc Besson a écrit ou coécrit les paroles de chansons de quelques-uns de ses films :
- 1988 : Le Grand Bleu – My Lady Blue et Let Them Try
- 1990 : Nikita – The Dark Side Of Time
- 1991 : Atlantis – Time To Get Your Lovin'
- 1994 : Léon – Hey Little Angel
- 1997 : Le Cinquième Élément – Ruby Rap et Aknot! Wot?

### Acteur
Luc Besson a fait des apparitions dans quelques films, notamment les siens, sous forme de caméos :
- 1981 : L'Avant-dernier (court métrage) de lui-même : le monstre de la fin (non crédité)
- 1984 : Ne quittez pas (court métrage) de Sophie Schmit : le deuxième pompier
- 1985 : Subway de lui-même : le conducteur de RER (non crédité)
- 1988 : Le Grand Bleu de lui-même : un plongeur (non crédité)
- 2000 : Taxi 2 de Gérard Krawczyk : le propriétaire du bateau (non crédité)
- 2010 : From Paris with Love de Pierre Morel : l'homme qui sort de sa voiture (non crédité)
- 2014 : Lucy : un docteur (non crédité)

## Publications

### Fictions
La saga des Minimoys, d'après un manuscrit de et en collaboration avec Céline Garcia :
- 2002 : Arthur et les Minimoys
- 2003 : Arthur et la Cité interdite
- 2004 : Arthur et la Vengeance de Maltazard
- 2005 : Arthur et la Guerre des deux mondes

### Ouvrages documentaires
Luc Besson a publié plusieurs ouvrages sur ses propres films :
- L'Histoire du Dernier Combat
- L'Histoire de Subway
- L'Histoire de Nikita
- L'Histoire du Grand Bleu
- L'Histoire de Léon
- L'Histoire du Cinquième Élément
- L'Histoire de Jeanne d'Arc
- L'Histoire de Arthur et les Minimoys
- L'Histoire de Arthur 2 et 3 - La vengeance de Maltazard et La Guerre des deux mondes

## Revenus
Luc Besson a touché 1 228 812 € en 2009 en tant que président du directoire d'EuropaCorp et 1 367 525 € en 2010 en tant que président du conseil d'administration.
Luc Besson a touché un salaire fixe de 4 400 000 € pour son film Valérian et la Cité des mille planètes (2017), 4 200 000 € en tant que réalisateur et scénariste pour son film Anna (2019).

## Distinctions et nominations
Sauf indication contraire, les informations mentionnées dans cette section peuvent être confirmées par les bases de données cinématographiques IMDb et Allociné,  présentes dans la section « Liens externes ».
Le Dernier Combat
- 1983 : Prix spécial du jury au Festival international du film fantastique d'Avoriaz
- 1983 : Prix de la critique au Festival international du film fantastique de Bruxelles
- 1983 : Meilleur film au Festival international du film de Catalogne
- 1983 : Meilleur réalisateur au Festival international du film de Catalogne
- 1984 : Meilleur film au Fantasporto
- 1984 : Nommé au César du meilleur premier film
- 1984 : Meilleur réalisateur au Fantasporto

Subway
- 1986 : Nommé au César du meilleur film et au César du meilleur réalisateur
- 1986 : Nommé au Nomination au BAFTA du meilleur film étranger

Le Grand Bleu
- Film d'ouverture du Festival de Cannes 1988
- 1989 : Nommé au César du meilleur film et au César du meilleur réalisateur

Nikita
- 1991 : Nommé au César du meilleur film et au César du meilleur réalisateur
- 1991 : Ruban d'argent du meilleur réalisateur d'un film étranger
- 1992 : Nommé au Golden Globe du meilleur film étranger

Léon
- 1995 : Nommé au César du meilleur film et au César du meilleur réalisateur
- 1996 : Lion tchèque du meilleur film étranger

Le Cinquième Élément
- 1998 : Remporte le César du meilleur réalisateur. Est nommé au César du meilleur film
- 1998 : Lumière du meilleur réalisateur

Taxi
- 1999 : Nommé au César du meilleur film en tant que producteur

Jeanne d'Arc
- 2000 : Nommé au César du meilleur film et au César du meilleur réalisateur
- 2000 : Lumière du meilleur film et du meilleur réalisateur

Arthur
- 2011 : Nomination au César du meilleur film d'animation

DogMan
- 2023 : En compétition à la Mostra de Venise

### Prix pour la carrière
- 2002 : Grand Prix Spécial des Amériques au Festival des films du monde de Montréal pour sa contribution au cinéma

Lors d'une soirée ultérieure à la 40e cérémonie des César en 2015, il reçoit la Médaille d'or de l'Académie des arts et techniques du cinéma pour sa « contribution artistique et entrepreneuriale exceptionnelle au cinéma français depuis 3 décennies »,.